# Der Hauptmann von Köpenick (Musical)
Der Hauptmann von Köpenick ist ein deutsches Musical, das am 26. Juni 2015 am Berliner Originalschauplatz der Köpenickiade im Rathaus Köpenick uraufgeführt wurde. Es ist eine Musicaladaption nach der gleichnamigen Tragikomödie „Der Hauptmann von Köpenick“ von Carl Zuckmayer aus dem Jahr 1931. Die Musik und die Gesangstexte stammen von Heiko Stang, das Buch von Carl Zuckmayer.

## Inhalt
Das Musical beruht ebenso wie das bekannte gleichnamige Drama von Carl Zuckmayer auf der wahren Geschichte des Kleinkriminellen Wilhelm Voigt, der sich mit einer zuvor bei einem Altkleiderhändler in Potsdam erworbenen Uniform am 6. Oktober 1906 als Hauptmann ausgab und einen Trupp obrigkeitstreuer Soldaten unter sein Kommando stellte. Mit der S-Bahn fuhren sie gemeinsam von Berlin-Tegel nach Cöpenick, einer kleinen brandenburgischen Provinzstadt vor den Toren Berlins. Dort angekommen, ließ er die Soldaten zum Rathaus der damaligen Stadt marschieren, verhaftete den Bürgermeister und ließ sich von den dortigen Beamten die Stadtkasse aushändigen, mit deren Inhalt er schließlich verschwand.
Wilhelm Voigt wäre gern ein rechtschaffener Untertan, doch er scheiterte am alltäglichen bürokratischen Teufelskreis. Dem wegen kleinerer Delikte vorbestraften Schuster ohne Papiere wird die Aufenthaltsgenehmigung verweigert, solange er arbeitslos ist. Jedoch findet er nur Arbeit, wenn er eine Aufenthaltsgenehmigung vorweisen kann. Um seinen Pass zurückzuerhalten und damit auch vor Staat und Gesetz wieder als Mensch anerkannt zu werden, begibt er sich in einen Kampf gegen die Windmühlen scharfer Gesetzesvorgaben und absurder Beamtenmentalität. Seinen Weg kreuzt dabei immer wieder eine Hauptmannsuniform des Preußischen Garderegiments, die ihm letztlich eine spitzbübische Lösung verschafft. Als Hauptmann von Köpenick schlägt er schließlich die Ordnungstreuen und Autoritätshörigen mit ihren eigenen Waffen.

## Musik
Die Musik des Musicals Der Hauptmann von Köpenick knüpft an die Hörgewohnheiten der Jahrhundertwende um 1900 in Berlin an und wird ausschließlich mit kleinem Live-Orchester gespielt. Die Lieder reichen von Moritatenliedern, Gassenhauern, Musicalsongs und großen mehrstimmigen Ensemblenummern, gespickt mit musikalischen und textlichen Zitaten u. a. von Kurt Weill, Johann Strauß und Heinrich Zille, bis hin zum „close harmony“ Gesang und zur Jazzmusik im Stil der 1920er Jahre.
Seit der Uraufführung 2015 war das Moritatenlied In der Spree schwimmt eene Leiche der Prolog des Musicals, mit dem der Komponist Heiko Stang seine Kritik an der Berliner Kulturpolitik äußerte. Bei den Vorstellungen außerhalb von Berlin ab 2019 ist das Moritatenlied nicht mehr als Prolog dem Musical vorangestellt.

## Musikalische Nummern

### Erster Akt
- Ja so scheen is det im Jrünen – Ensemble
- Haltung, Haltung, Haltung! – Wabschke, Wormser, Willy, Hauptm. v. Schlettow
- Jeder Mensch braucht eenen Platz, wo er hinjehört – Voigt
- Café National 1 – Wirtin, Ensemble
- Sehnsucht nach Liebe – Plörösenmieze
- Zwee große Helle – betrunkener Grenadier, Ensemble
- Café National 2 – Wirtin, Ensemble
- Ick seh Berlin am liebsten von der Spree – Knell
- Die Welt is jross – Hauptm. v. Schlettow, Wabschke
- Harzer Käse Kalle, Käsechor
- Gefangenenchor – Hilf uns den Weg bereiten
- Irjendwann – Liesken, Voigt, Marie Hoprecht, Friedrich Hoprecht

### Zweiter Akt
- Man darf sich nur nicht alles bieten lassen – Ensemble
- Ja so scheen is det im Jrünen (a cappella) – Hofsänger
- Frei wie der Blick – Liesken, Voigt
- Wat is schon eener – Voigt, Hoprecht
- Der Hauptmann von Köpenick – Ensemble
- Gibt dir das Leben mal nen Buff / Finale – Voigt, Ensemble

| Besetzung der Uraufführung            | Besetzung der Uraufführung |
| ------------------------------------- | -------------------------- |
| Wilhelm Voigt:                        | Maximilian Nowka           |
| Liesken / Plörösenmieze:              | Juliane Maria Wolf         |
| Wabschke / Moritatensänger            | Jesse Garon                |
| Friedrich Hoprecht / Oberwachtmeister | Björn-Ole Blunck           |
| Marie Hoprecht                        | Ina Wagler-Fendrich        |
| Paul Kallenberg / Zuchthausdirektor   | Franz Frickel              |
| Bürgermeister Obermüller              | Andreas Goebel             |
| Mathilde Obermüller / Wirtin          | Paulina Plucinski          |
| Adolf Wormser / Rosencrantz           | Alexander Zamponi          |
| Willy Wormser / Zeitungsjunge         | Dennis Weißert             |
| Hauptmann v. Schlettow                | Dirk Weidner               |
| Fanny                                 | Josephine Strauch          |

| Kreativ-Team       | Kreativ-Team   |
| ------------------ | -------------- |
| Regie / Bühne:     | Heiko Stang    |
| Choreografie:      | Michael Apel   |
| Step-Choreografie: | Nini Stadlmann |
| Kostümbild:        | Antje Schrader |
| Moritatenbilder:   | Achim Purwin   |